# Герти Шпис (награда)
Литературната награда „Герти Шпис“ (на немски: Gerty-Spies-Literaturpreis) е учредена през 1996 г. от Централата за политическо обучение на провинция Рейнланд-Пфалц в чест на немската писателка Герти Шпис (1897-1997). Присъжда се за „литературни творби на обществено-политическа тематика“.
Първоначално наградата възлиза на 2500 €, а след 2006 г. – на 5000 €.
До 2008 г. отличието се дава на всеки две години, а след това – ежегодно.

## Носители на наградата (подбор)
- Петер Хертлинг (2006)
- Катя Ланге-Мюлер (2008)
- Юли Це (2009)
- Гюнтер Валраф (2010)
- Кристоф Хайн (2011)
- Фридрих Кристиан Делиус (2012)
- Ева Менасе (2013)
- Навид Кермани (2014)
- Урзула Крехел (2015)
- Улрих Пелцер (2016)
- Ралф Ротман (2017)